# Winnebago County (Iowa)
Das Winnebago County ist ein County im US-amerikanischen Bundesstaat Iowa. Im Jahr 2020 hatte das County 10.679 Einwohner und eine Bevölkerungsdichte von 10,3 Einwohnern pro Quadratkilometer. Der Verwaltungssitz (County Seat) ist Forest City. Die Stadt liegt zum größeren Teil im Winnebago County und zum kleineren Teil im Hancock County.

## Geografie
Das County liegt im äußersten Norden von Iowa, an der Grenze zu Minnesota und hat eine Fläche von 1040 Quadratkilometern, wovon drei Quadratkilometer Wasserfläche sind.
Im Norden des Countys entspringt der Winnebago River, der das County in Nord-Süd-Richtung durchfließt und über den Shell Rock River, den Cedar River und den Iowa River zum Stromgebiet des Mississippi gehört.
An das Winnebago County grenzen folgende Nachbarcountys:
| Faribault County (Minnesota) |                | Freeborn County (Minnesota) |
| Kossuth County               |                | Worth County                |
|                              | Hancock County | Cerro Gordo County          |

## Geschichte
Das Winnebago County wurde 1847 gebildet. Benannt wurde es nach dem Indianervolk der Winnebago.

## Bevölkerung
Nach der Volkszählung im Jahr 2010 lebten im Winnebago County 10.866 Menschen in 4711 Haushalten. Die Bevölkerungsdichte betrug 10,5 Einwohner pro Quadratkilometer. In den 4711 Haushalten lebten statistisch je 2,23 Personen.
Ethnisch betrachtet setzte sich die Bevölkerung zusammen aus 96,1 Prozent Weißen, 0,8 Prozent Afroamerikanern, 0,2 Prozent amerikanischen Ureinwohnern, 0,8 Prozent Asiaten sowie aus anderen ethnischen Gruppen; 1,0 Prozent stammten von zwei oder mehr Ethnien ab. Unabhängig von der ethnischen Zugehörigkeit waren 3,3 Prozent der Bevölkerung spanischer oder lateinamerikanischer Abstammung.
21,7 Prozent der Bevölkerung waren unter 18 Jahre alt, 59,0 Prozent waren zwischen 18 und 64 und 19,3 Prozent waren 65 Jahre oder älter. 50,5 Prozent der Bevölkerung war weiblich.

Das jährliche Durchschnittseinkommen eines Haushalts lag bei 41.871 USD. Das Prokopfeinkommen betrug 22.684 USD. 10,0 Prozent der Einwohner lebten unterhalb der Armutsgrenze.

## Ortschaften im Winnebago County
Citys
| - Buffalo Center - Forest City1 - Lake Mills - Leland | - Rake - Scarville - Thompson |

Unincorporated Community
- Neils

1 – teilweise im Hancock County

## Gliederung
Das Winnebago County ist in 12 Townships eingeteilt:
| Township         | Einwohner (2010) | FIPS     |
| ---------------- | ---------------- | -------- |
| Buffalo Township | 1106             | 19-90396 |
| Center Township  | 2470             | 19-90636 |
| Eden Township    | 104              | 19-91152 |
| Forest Township  | 4611             | 19-91365 |
| Grant Township   | 148              | 19-91716 |
| King Township    | 652              | 19-92316 |

| Township              | Einwohner (2010) | FIPS     |
| --------------------- | ---------------- | -------- |
| Lincoln Township      | 355              | 19-92628 |
| Linden Township       | 133              | 19-92640 |
| Logan Township        | 201              | 19-92706 |
| Mount Valley Township | 565              | 19-93038 |
| Newton Township       | 211              | 19-93105 |
| Norway Township       | 310              | 19-93141 |